# Croyde
Croyde é um vilarejo situado na costa do distrito de North Devon, em Devon, Inglaterra.
O vilarejo possui algumas pequenas áreas de acampamento e um parque. Nos últimos anos tem havido um grande crescimento de visitantes jovens em busca da praia de Croyde, para praticar surfe.

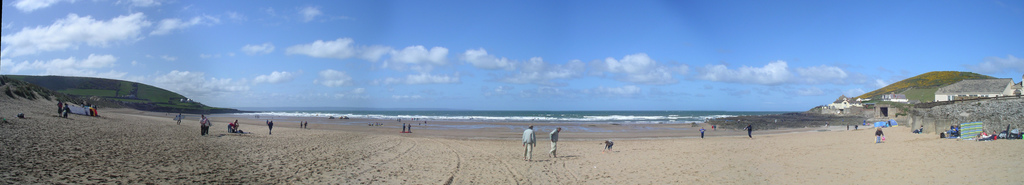
Panorama da praia de Croyde.